# 巴松措
巴松措（藏語：བྲག་གསུམ་མཚོ，威利转写：brag gsum mtsho，THL：Draksum Tso），也称错高湖，位于中国西藏自治区林芝市工布江达县东部，是一座冰川堰塞湖，湖面海拔3,484米，東西長13.8公里，南北平均寬1.85公里，面积25.5平方公里，最大水深60米。巴松措四周高山環繞，湖體坐落在由扎拉弄巴冰川和鍾錯弄巴冰川相匯而塑造成的“U”型槽谷中，由終磧壟堵塞而形成。巴松湖景色秀丽，是西藏知名景点，目前属于国家5A级旅游景区。
湖西南岸有一岛扎西岛，島上有寧瑪派寺廟措宗寺。寺廟門前存有生殖崇拜的木刻。据当地人称巴松措最大水深160米。因为是圣湖，所以水面上没有一片树叶。